# Stazione di Anegasaki
La stazione di Anegasaki (姉ケ崎駅?, Anegasaki-eki) è una stazione ferroviaria situata nella città di Ichihara, nella prefettura di Chiba in Giappone, ed è servita dalla linea linea Uchibō della JR East.

## Linee
East Japan Railway Company
■ Linea Uchibō

## Struttura
La stazione è dotata di due marciapiedi a isola centrale con quattro binari passanti in superficie. La biglietteria presenziata è aperta dalle 6 alle 21.
| 1-2 | ■ Linea Uchibō | Sodegaura, Kisarazu, Tateyama e Awa-Kamogawa |
| 3-4 | ■ Linea Uchibō | per Soga, Chiba e Tokyo                      |

## Stazioni adiacenti
| «            | Servizio      | »            |
| Linea Uchibō | Linea Uchibō  | Linea Uchibō |
| ------------ | ------------- | ------------ |
| Goi          | Locale Rapido | Nagaura      |